# Tripulación

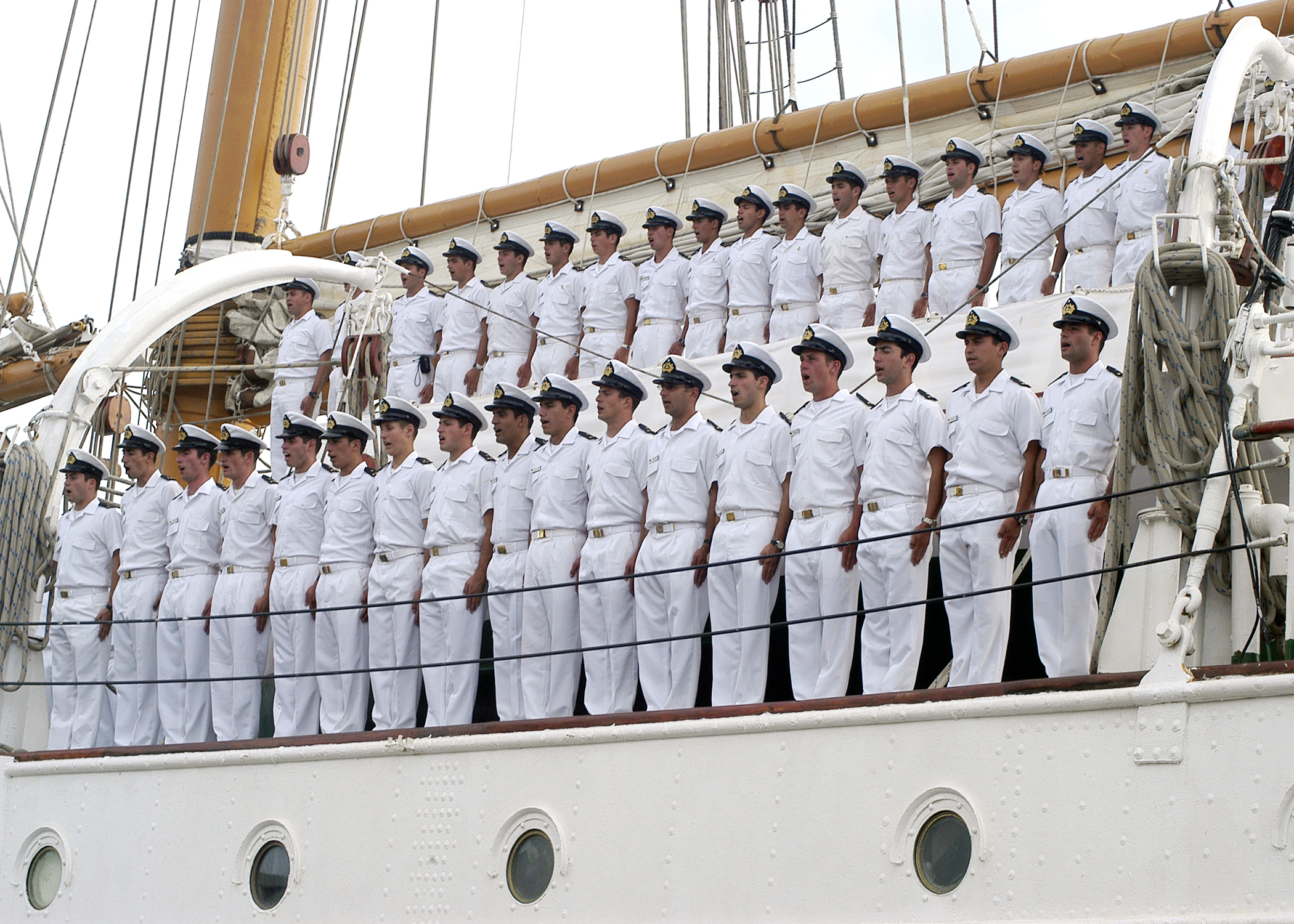
Tripulación de un barco.

Una tripulación se conforma de un grupo de personas que trabajan en una tarea en común, generalmente bajo una estructura jerarquizada. Especialmente designa al personal de conducción y de servicios de una nave o aeronave.Por influencia del inglés crew se aplica a determinadas actividades relacionadas con las subculturas urbanas.

## Navegación
Es utilizado en barcos, especialmente en veleros, y según el grado de habilidad se organizan usualmente en cadenas de comando. La navegación tradicional distinguía muy bien entre un oficial y un marinero, aunque ambos gremios formaban la entera tripulación del navío. Aquellos pertenecientes a la tripulación son llamados comúnmente: «tripulantes».

## Cultura urbana

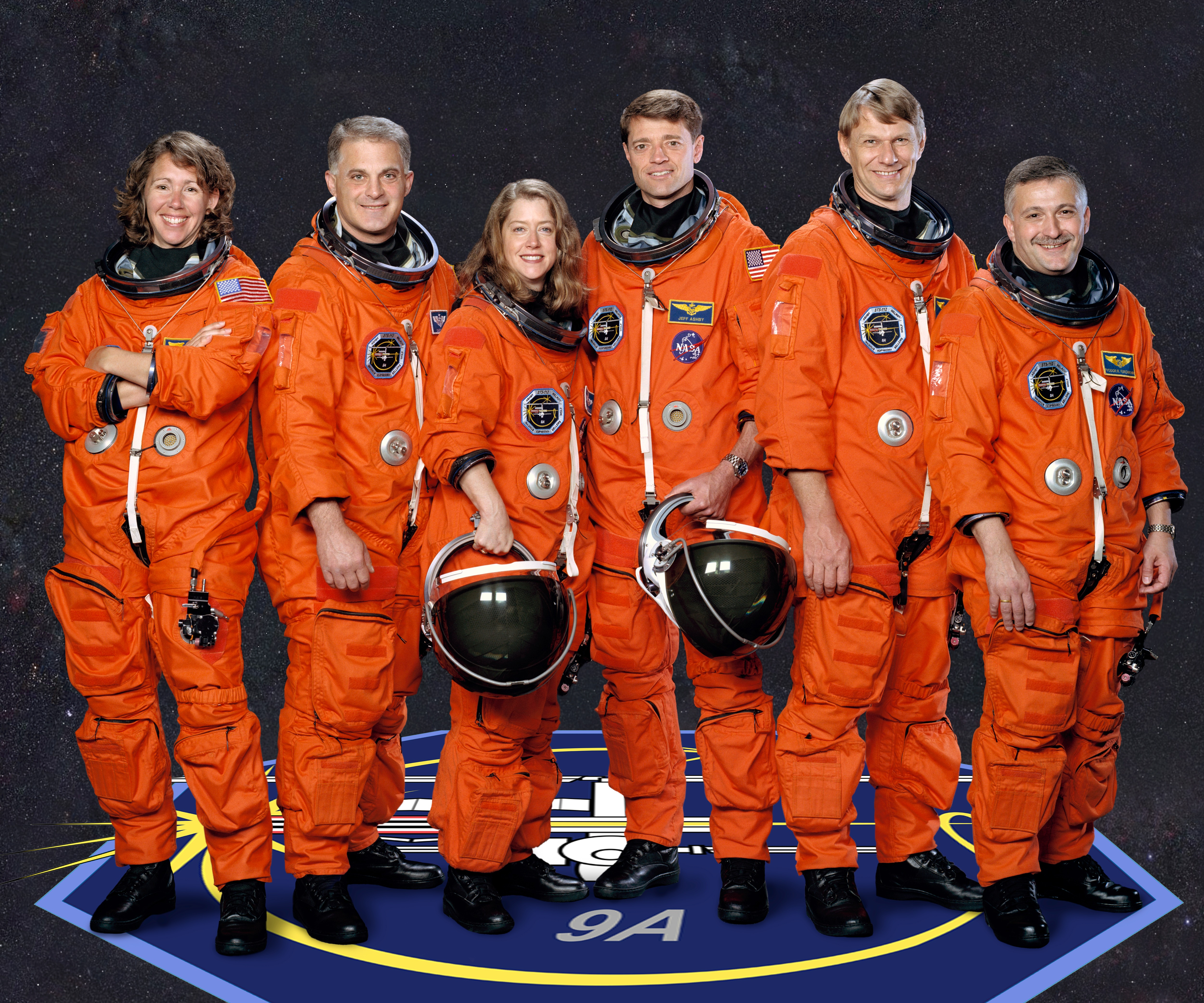
Tripulación de una nave espacial.

El primer uso del término tripulación en la cultura urbana fue para describir grupos organizados de punks, en la década de los años 1980. Estas 'tripulaciones' de punk podían socializar, tomar, y ocasionalmente cometer actos de violencia juntos. Algunas 'tripulaciones' punk vivían juntas. Las tripulaciones de punk son ahora casi inexistentes, posiblemente debido a la influencia de la música Ska, o reggae en el punk moderno, removiendo el llamado a actos violentos contra gente inocente, y negando la necesidad de tripulaciones violentas. Algunas todavía existen, pero ahora no operan como alguna vez lo hicieron, y solo se identifican como grupos de amigos tan cercanos como hermanos. 
Ocasionalmente, una tripulación se puede referir a un grupo de grafiti, un grupo de gánsteres, algunas veces, pero no necesariamente involucrados en acciones ilícitas (Prostitución, posesión de armas, narcóticos, identificaciones falsas, etc..) Algunas veces las tripulaciones están basadas en intereses comunes como automóviles, o formar un grupo deportivo del barrio, con una superficial semejanza a una pandilla callejera involucrada con el crimen.